# Sacred Heart (Dio)
Sacred heart è il terzo album del gruppo musicale heavy metal Dio, uscito nel 1985, ultimo con Vivian Campbell alla chitarra.

## Tracce
1. King of Rock and Roll – 3:49 –  (Dio, Vivian Campbell, Jimmy Bain, Vinny Appice)
2. Sacred Heart – 6:27 –  (Dio, Campbell, Bain, Appice)
3. Another Lie – 3:48 –  (Dio)
4. Rock 'N' Roll Children – 4:32 –  (Dio)
5. Hungry for Heaven – 4:10 –  (Dio, Bain)
6. Like the Beat of a Heart – 4:24 –  (Dio, Bain)
7. Just Another Day – 3:23 –  (Dio, Campbell)
8. Fallen Angels – 3:57 –  (Dio, Campbell, Bain, Appice)
9. Shoot Shoot – 4:20 –  (Dio, Campbell, Bain, Appice)

## Formazione
- Ronnie James Dio - voce
- Vivian Campbell - chitarra
- Jimmy Bain - basso
- Claude Schnell - tastiere
- Vinny Appice - batteria

## Setlist per il tour '85
1. King of Rock 'N' Roll
2. Like the Beat of a Heart
3. Don't Talk to Strangers
4. Hungry for Heaven
5. The Last in Line
6. Holy Diver
7. Heaven and Hell
8. Guitar Solo: V. Campbell
9. Sacred Heart
10. Rock 'N' Roll Children
11. Long Live Rock 'N' Roll
12. The Man on the Silver Mountain
13. Stand Up and Shout
14. Rainbow in the Dark

- la seconda parte del tour, fatta nel 1986 fu suonata con Craig Goldie come chitarrista.